# 澤田美紀
澤田 美紀（さわだ みき、1996年9月25日 - ）は日本の女優。2017年からミュージカルカンパニー イッツフォーリーズに所属。尚美ミュージックカレッジ専門学校ミュージカル学科卒。

## 出演

### 舞台
- SHOBI MUSICAL SPECIAL STAGE 2016 オリジナルミュージカル「鉢かづき〜ぷりんせすおぶぼうるへっど〜」 （2016年）- 主演・鉢かづき 役
- ミュージカル「Search〜チルの人たち〜」（2017年8月） - ポプラ 役
- 舞台「おおきく振りかぶって」（2018年2月2日 - 12日、サンシャイン劇場） - 篠岡千代 役
  - 舞台「おおきく振りかぶって 夏の大会編」（2018年9月、サンシャイン劇場 / 梅田芸術劇場シアター・ドラマシティ）
  - 舞台「おおきく振りかぶって 秋の大会編」ダブルヘッダー特別公演（2020年2月、サンシャイン劇場）
- イッツフォーリーズ新人公演 ミュージカル「マイストーリー」（2018年1月）※声の出演
- ミュージカル座 ミュージカル「Woman〜源氏物語より〜」（2018年4月） - 朧月夜 役
- 江古田のガールズ10周年記念特別公演「極楽」（2018年6月、紀伊國屋ホール） - 服部夏恋 役
- OFFICE SHIKA PRODUCE「さよなら鹿ハウス」（2018年11月、座・高円寺1 / HEP HALL）
- 文化庁海外研修の成果公演「花の秘密」（2019年1月、赤坂RED/THEATER） - サンドラ 役
- 100点un・チョイス！5周年記念公演第一弾「ヒロイン」（2019年4月、東京芸術劇場 シアターウエスト） - 成田彩華 役
- LIVEDOG GIRLS「クレイジーメルヘン」（2019年6月、新宿村LIVE） - セリ奈 役
- パルコプロデュース「転校生」（2019年8月、紀伊國屋ホール） - 西岡ひとみ、澤田美紀 役
- VR演劇「鈍色とイノセンス〜Mixalive殺人事件45年目の真実〜」（2020年4月、Mixalive TOKYO Hall Mixa） - 本多カエデ 役 ※公演中止
- ブロードウェイミュージカル「ピーターパン」（2020年7月 - 8月、東京建物Brillia HALL ほか） ※公演中止
- NAPPOS PRODUCE「かがみの孤城」（2020年8月、サンシャイン劇場 ほか） - 真田美織 役
  - NAPPOS PRODUCE「かがみの孤城」（2022年5月 - 6月、サンシャイン劇場 / りゅーとぴあ）
- ブロードウェイミュージカル「ピーターパン」（2021年7月 - 8月、めぐろパーシモンホール ほか） - 迷子のカーリー 役
  - ブロードウェイミュージカル「ピーターパン」（2022年7月 - 8月、東京国際フォーラム ほか） - 迷子のニブス 役
- NAPPOS PRODUCE「トリツカレ男」（2021年10月、こくみん共済 coop ホール / スペース・ゼロ）  - インコのニーナ 役
- 舞台「ヴァニタスの手記」（2022年1月、シアター1010） - ドミニク 役
  - 舞台「ヴァニタスの手記 -Encore- 」（2023年3月、サンシャイン劇場）
- ナイスコンプレックス N33「ゲズントハイト〜お元気で〜」（2022年2月、東京芸術劇場 シアターウエスト） - 小谷野智子 役 ※公演中止
- NAPPOS PRODUCE 辻村深月シアター 舞台「ぼくのメジャースプーン」（2022年5月 - 6月、サンシャイン劇場 / りゅーとぴあ）  - ヒロイン・ふみちゃん 役
- 山口ちはるプロデュース「真冬のカーニバル」（2022年12月、築地本願寺ブディストホール）  - さとうゆか 役
- 短編コメディプレイ「ポップスガールズ」（2023年1月、THEATER BRATS）
- LIVE STAGE「ぼっち・ざ・ろっく！」（2023年8月11日 - 20日、THEATER MILANO-Za） - 後藤直樹 役 ほか[2]
- ミュージカル「聲の形」（2023年10月4日 - 8日、サンシャイン劇場） - 硝子の母 役
- リニアダッシュ！（2023年11月24日 - 26日、R’sアートコート）- 阿讃監督 役
- 新作ミュージカル「ディズニー くまのプーさん」（2024年4月 - 7月、日本橋三井ホール ほか） - カンガ 役
  - 新作ミュージカル「ディズニー くまのプーさん」（2025年5月 - 9月〈予定〉、Niterra日本特殊陶業市民会館 ビレッジホール ほか） - カンガ、ピグレット、ルー 役[3]
- C2機関「艦これ」舞台2025 【突入！礼号作戦1944】presented by avex live creative inc.（2025年2月22日 - 3月1日、品川プリンスホテル クラブeX） - 足柄 役[4]

### 映画
- 「SUNNY 強い気持ち・強い愛」（2018年8月公開） - 女子高生 役

### テレビ
- NHK連続テレビ小説「あんぱん」89回- 店員 役
- 東海テレビ　オトナの土ドラ「いつかこの雨がやむ日まで」第4話
- キッズステーション「子育てTV ハピクラ」ひつじのもこもこ

### その他
- 2010sho-comiプリンセスオーディション 準グランプリ（2010年）
- ももいろクローバーZMV「DECORATION」バックダンサー
- ももいろクローバーZコンサート「桃神祭~鬼ヶ島~2016」バックダンサー（2016年）
- ピザハットweb動画「彼女と贅沢牛カルビ&BBQチキンなう」（2017年） - 彼女 役
- Vポイント「ぶいぶい誕生祭」（2024年）- OL 役